# Maiskeimöl
Maiskeimöl oder Maisöl ist ein Speiseöl, das aus dem fetthaltigen Keim des Maiskorns gewonnen wird. Dieser fällt als Nebenprodukt bei der Stärkeerzeugung an.
Die Gewinnung erfolgt entweder durch Pressen (kalt und heiß) oder mittels chemischer Extraktion mit Lösungsmitteln. Extrahiertes oder raffiniertes Öl ist farblos, geruchs- und geschmacksneutral. Die gelbliche Farbe wird durch die Zugabe von Beta-Carotin erreicht. Eine weitere Zugabe von Tocopherolen bzw. Vitamin E bewirkt eine bessere Haltbarkeit. Kaltgepresstes oder natives Öl erkennt man durch die etwas rötlich-gelbe Farbe, für einen Liter Öl benötigt man 100 Kilogramm Mais.
Um als Speiseöl verwendet werden zu können, muss es wegen des Gehalts an Wachs zuerst entwachst werden. Maiskeimöl zählt zu den halbtrocknenden Ölen.
Es enthält viel Linolsäure und besteht damit mehrheitlich aus mehrfach ungesättigten Fettsäuren. Maiskeimöl enthält zwar viele Omega-6-, aber nur sehr wenige Omega-3-Fettsäuren, weshalb es für eine ausgewogene Ernährung zumindest in größeren Mengen weniger geeignet ist. Wegen seines Gehalts an Vitamin E, welches antioxidativ wirkt und somit das Ranzigwerden verhindert, ist auch das unraffinierte Öl lange haltbar.
Raffiniertes Maiskeimöl eignet sich sehr gut zum Kochen und Braten, da dessen Rauchpunkt bei ca. 200 °C liegt und somit beim Erhitzen keine schädlichen Stoffe entstehen (krebserregende cyclische Kohlenwasserstoffe). Maiskeimöl enthält pro Kilogramm Öl 55 mg Cholesterin. Es eignet sich für die cholesterinarme Ernährung, solange es nicht wie in den meisten Margarinen gehärtet wird.
In der Kosmetik wird Maiskeimöl zur Herstellung von Seifen und Haarpflegemittel verwendet.

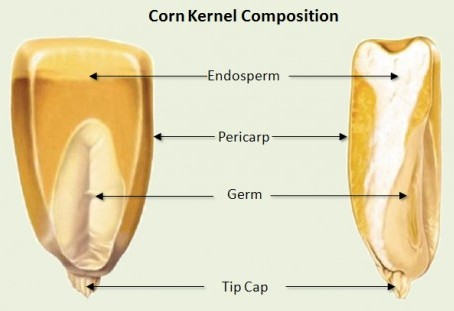
Maiskorn
Allgemeine chemische Struktur von pflanzlichen Ölen, wie Maiskeimöl. Darin sind R1, R2 und R3 langkettige  Alkylreste (ca. 13 %) oder Alkenylreste mit einer meist ungeraden Anzahl von Kohlenstoffatomen. Maiskeimöl ist – wie andere Pflanzenöle – ein Gemisch von Triestern des Glycerins